# Ojébar
Ojébar es una localidad del municipio de Rasines (Cantabria, España). En el año 2008 contaba con una población de 120 habitantes (INE). La localidad está situada a 284 metros de altitud sobre el nivel del mar, y a está a una distancia de cuatro kilómetros de la capital municipal, Rasines.

## Patrimonio arquitectónico
Destaca de la iglesia de San Sebastián, documentada desde 1455. Es un templo de una nave de tres tramos, cabecera poligonal, capillas adosadas en el lado del evangelio y torre a los pies. El edificio fue reformado a lo largo del XVI y XVII, entre estas obras se cuenta la torre de estilo clasicista. El retablo mayor es una obra de tradición romanista, datada hacia el año 1670. Detrás del retablo se encuentran una serie de pinturas murales ejecutadas hacia el año 1600. Junto a este retablo se encuentra la credencia, de estilo gótico flamígero. Otras obras que custodia el templo son un retablo dedicado a San Miguel del siglo XVIII, relacionado con el estilo de otros trabajos del artífice José de Rascón, y los retablos rococó de la Inmaculada y de la Virgen del Rosario, ambos de la segunda mitad del siglo XVIII.